# Fleuve à marées

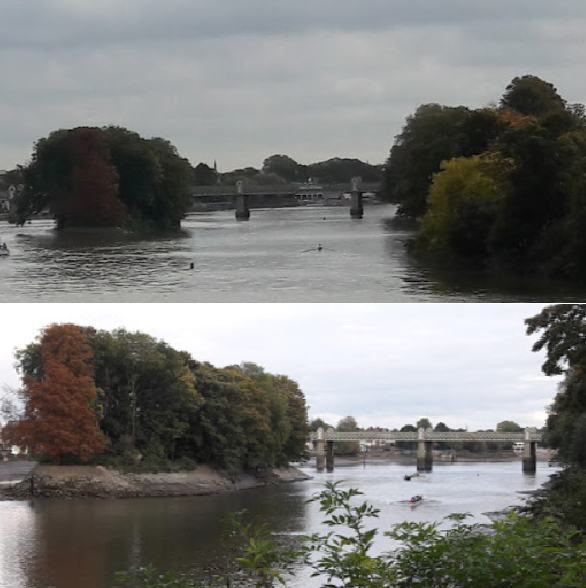
La Tamise à marée haute (photo supérieure) et à marée basse (photo inférieure)

Un fleuve à marées (aussi rivière à marées ou rivière tidale) est un fleuve dont le débit et le niveau sont influencés par les marées.
L'alternance des marées basses et hautes fait que la vitesse et la direction du flux changent périodiquement, et donc le débit, le niveau et la salinité de l'eau. Chimiquement, les cours d'eau à marée ont la fin de leur cours composée d'eau saumâtre au lieu d'eau douce.

## Sélection de cours d'eau tidaux
- Le Connecticut, de Windsor Locks à l'océan Atlantique.
- L'Elbe
- L'Escaut, des écluses de Gand à la mer du Nord.
- Le Noord, entre Alblasserwaard et IJsselmonde.
- Le Saint-Laurent, au Québec.
- La Tamise, de l'écluse de Teddington à la mer du Nord.
- La Weser
- La Garonne, sur une distance de 140 Km entre l'Estuaire de la Gironde et Podensac, avec un phénomène de mascaret.